# 上河原通
上河原通（かみがわらどおり）は兵庫県神戸市灘区の町名。現行行政地名は上河原通一丁目から上河原通四丁目。
令和2年国勢調査（2020年10月1日）における世帯数312、人口559、うち男性261人、女性298人。郵便番号は657-0055。

## 地理
北は千旦通、東は稗原町、南は
下河原通、西は都賀川を挟み灘北通。東から順に一～四丁目までが配される。

## 歴史
旧・河原字（河原村）上波婦（かみはぶ）・下波婦・目端・溝端などの北部から成立した。

### 由来
『神戸の町名』によれば河原村の名は都賀川の河原沿いに拓いた所であることに拠る。河原村は中世には都賀荘に属し、天文年間には妙観院の所領。
江戸時代には西国街道筋の町並みとして賑わったといい、大田南畝の『革令紀行』には「石屋川をかちわたりて田面をゆくに人家あり。河原町といふ」とある。